# Rhipidomys couesi
Rhipidomys couesi és una espècie de mamífer rosegador de la família dels cricètids. Viu a altituds d'entre 10 i 1.500 msnm a Trinitat i Tobago, el nord i centre-oest de Veneçuela i l'est i centre de Colòmbia. Es tracta d'un animal nocturn i arborícola. Els seus hàbitats naturals són les selves primàries i secundàries, així com els boscos de plana i baix estatge montà. És una espècie en risc mínim, és a dir, no sembla que hi hagi cap amenaça significativa per a la seva supervivència.
L'espècie fou anomenada en honor del metge i ornitòleg estatunidenc Elliott Coues.